# 東郭門 (臺南市)
臺灣府城東郭門是臺灣府城的東外城的城門，位於東外城的東端，清代大東門外街上:100。建於1836年:39，1927年拆除:64，址在今臺南市東區東門路二段及林森路一段口旁的宏觀世貿大樓。:172:I4東郭門的石質門額，經臺南市政府公告為一般古物。

## 歷史
清朝嘉慶年間，城外的大東門外街已成為糖廍、棧房的集中地。道光十二年（1832年）經歷張丙之役。事件平息後，臺灣府城重修城郭，並增建東外城，以竹圍包覆:38，將東門外街一部分納入城內，設永康門、東郭門、仁和門。東外城於1836年左右完成。東郭門位於臺灣府城往東至仁德和太子廟的交通孔道。日治時期該址附近設有輕便車道發車所，手押臺車軌道曾繞東郭門南側而過。昭和二年(1927年)，東郭門城樓已毀:64，為配合市區道路計畫與大南門修繕工程，東郭門之花崗岩門座遭拆除，作為大南門修繕材料之用。:64、75門額存於臺南市文化局。:169

## 建築
東郭門在城臺上築有城樓，為重簷歇山頂。:36東郭門的形制、尺寸是東外城的三座城門之中最完整的，是三者之中唯一築有城樓者。券洞上有石質門額，陰刻「東郭門」三字，落款「道光丙申」，「端月吉置」。

## 另見
- 臺灣府城城垣殘蹟